# Hr.Ms. Rozenburg (1943)
De Hr.Ms. Rozenburg (FY 292, MV 9, M 865) ex HMS MMS 292 was een Nederlandse mijnenveger van het type MMS 105, vernoemd naar het Zuid-Hollandse eiland Rozenburg. Het schip werd gebouwd door de Britse scheepswerf Frank Curtis Ltd. uit Charleston. Hetzelfde jaar dat het schip werd gebouwd werd het in dienst genomen bij de Nederlandse marine. Tijdens de Tweede Wereldoorlog voerde het schip mijnenveegoperaties uit in Britse wateren.
Het schip overleefde de Tweede Wereldoorlog en bleef tot 1957 in Nederlandse dienst, waar het mijnenveegoperaties uitvoerde in de Nederlandse kustwateren. Na de uitdienstname werd het schip in bruikleen gegeven aan het Zeekadetkorps Nederland. In oktober 1967 is het schip verkocht voor de sloop.